# Pony Express (Knott's Berry Farm)
Pour les articles homonymes, voir Pony Express (homonymie).
Pony Express sont des montagnes russes de motos lancées du parc Knott's Berry Farm, situé à Buena Park, en Californie, aux États-Unis.

## Statistiques
- Accélération maximale : de 0 à 61,2 km/h en 3 secondes
- Éléments :
- Trains : deux trains de 8 wagons, les passagers sont placés par deux sur un seul rang pour un total de 16 passagers.

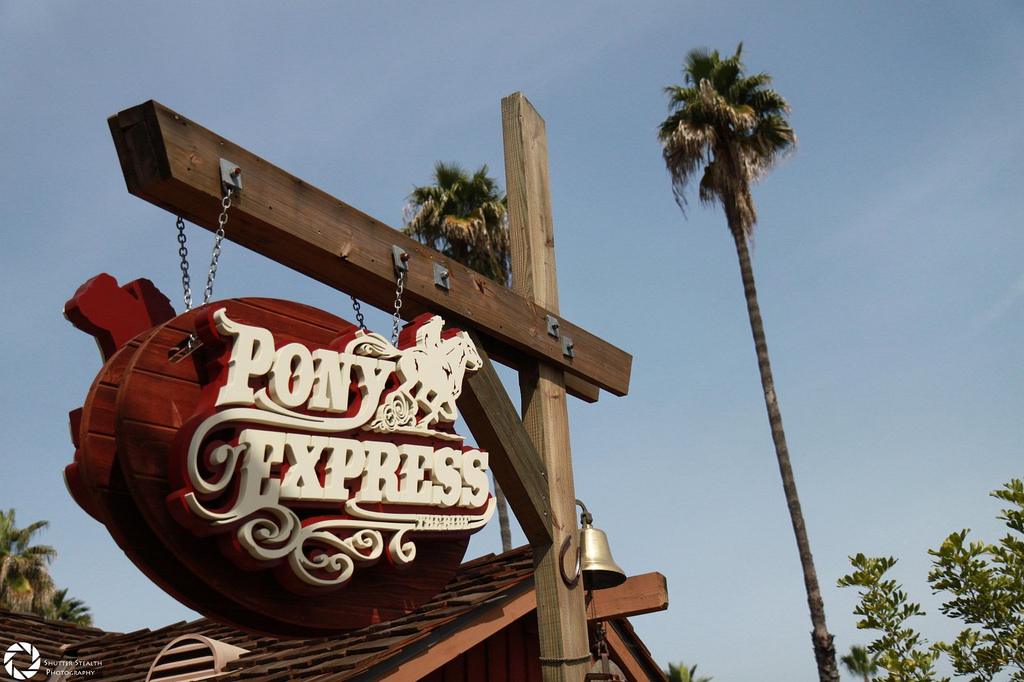
Enseigne.
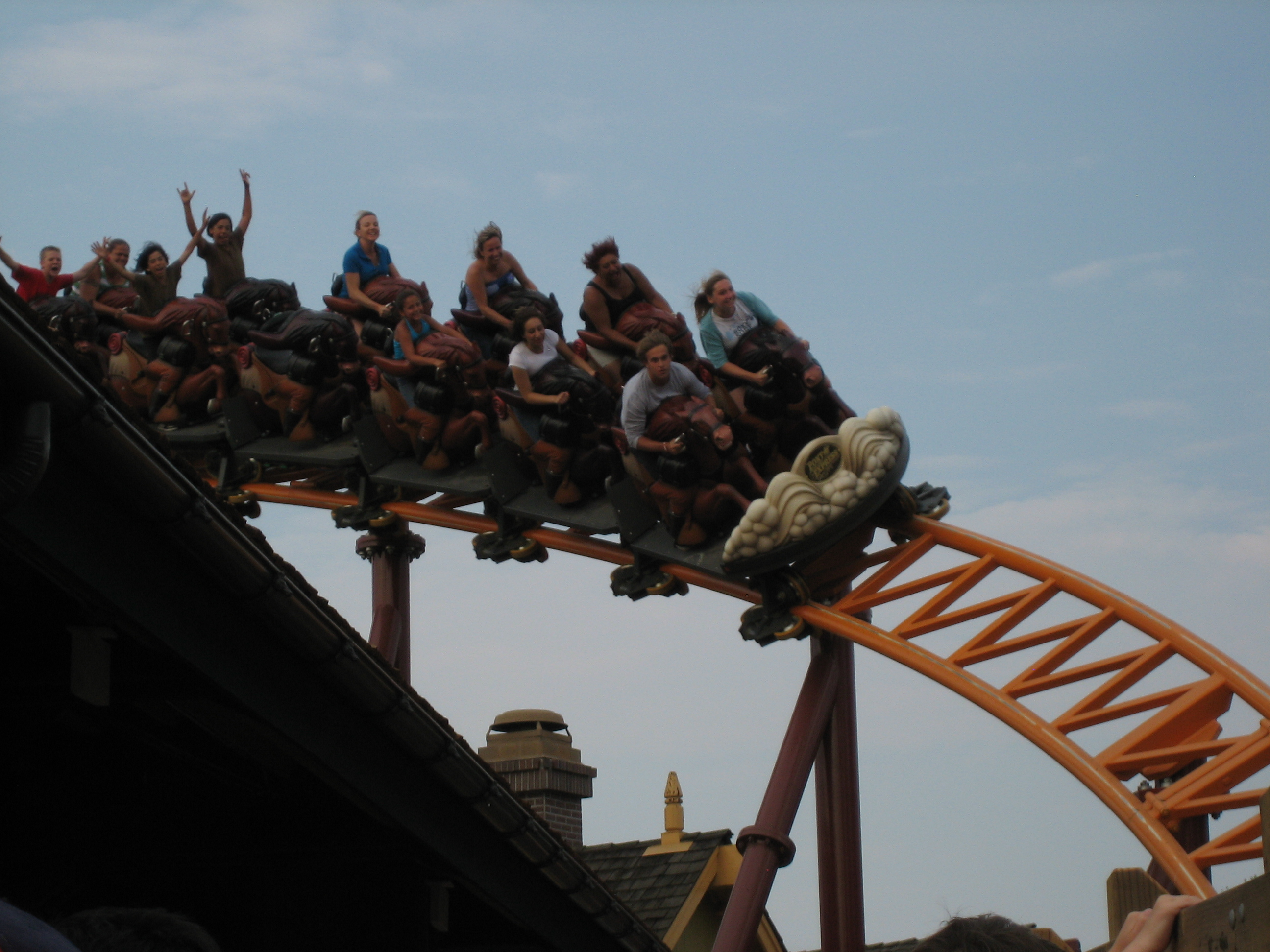
Train sur le parcours.
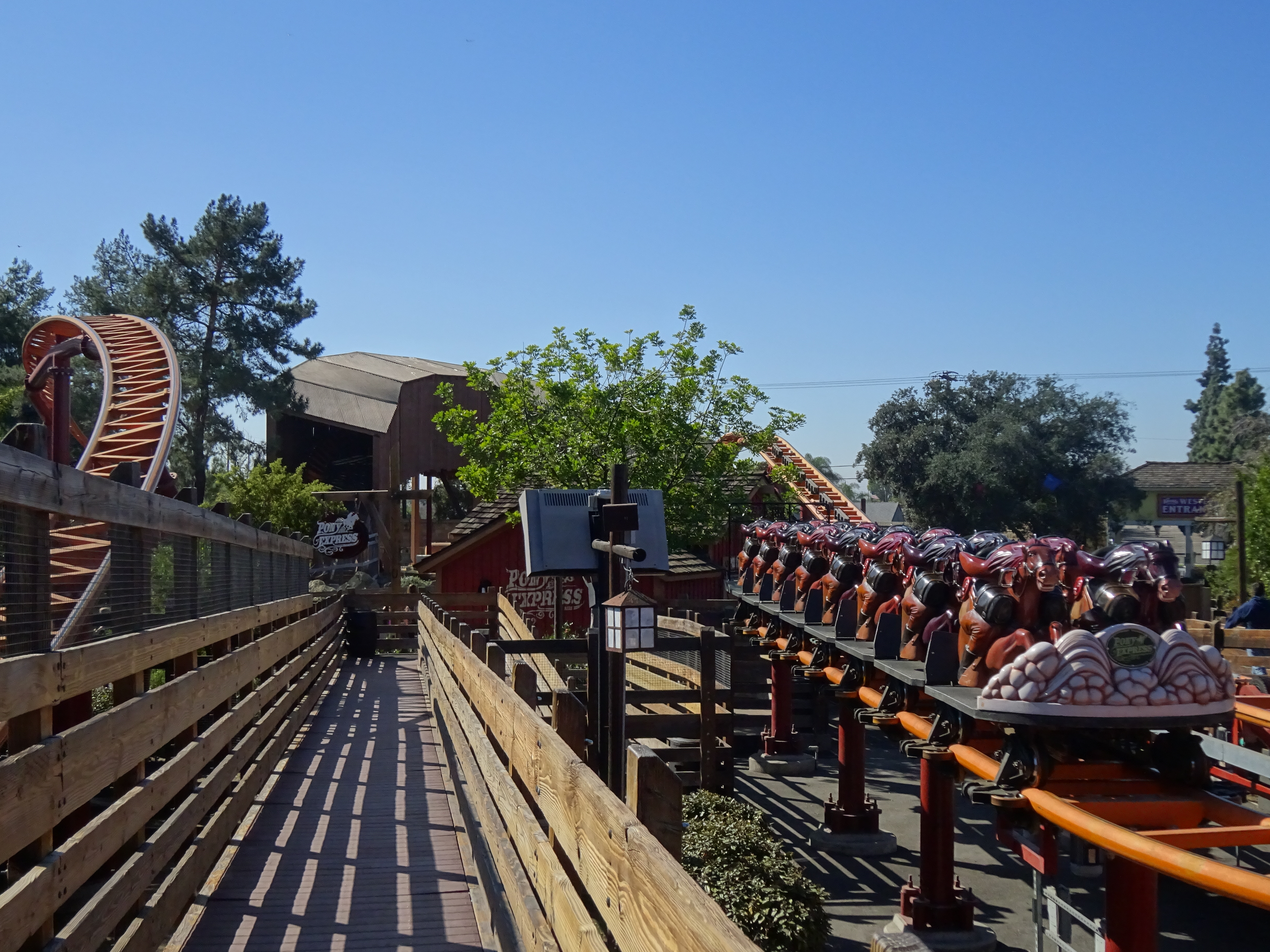
Train sur une voie de garage.